# Бурков, Сергей Васильевич
Серге́й Васи́льевич Бурко́в (род. 25 августа 1956, Омск) — российский экономист и политический деятель; депутат Государственной думы I созыва.

## Биография
Сергей Васильевич Бурков родился 25 августа 1956 года.
В 1978 году окончил Томский государственный университет. В 1978—1992 годы преподавал на кафедре политической экономики Кузбасского политехнического института: преподаватель, старший преподаватель, доцент (за исключением 1982—1985, когда учился в аспирантуре Ленинградского университета).
В 1992—1993 являлся советником по экономическим вопросам Совета народных депутатов Кемеровской области. В 1992—1994 годах учился в докторантуре Санкт-Петербургского государственного университета.
С 11 января 1994 по 22 декабря 1995 года — депутат Государственной Думы Федерального Собрания Российской Федерации (от избирательного округа 1090 Кемеровский — Кемеровская область), председатель Комитета по собственности, приватизации и хозяйственной деятельности; состоял членом депутатской группы «Новая региональная политика — Дума-96».
Депутат ГД от Кемеровского избирательного округа. Председатель Комитета по собственности, приватизации и хозяйственной деятельности/. Член группы — Новая региональная политика. На выборах 1995 года выдвигался по Кемеровскому округу от КРО. Не был избран.
В 1996—2000 годы работал заместителем начальника, затем начальником сводно-аналитической инспекции Счётной палаты Российской Федерации; проверял законность приватизации, в частности, ОАО «Тюменская нефтяная компания», «Росгосстраха», «Сибнефти», «Роснефти».
С 31 мая 2000 года — заместитель председателя Контрольно-счётной палаты Москвы. С 2002 года — директор департамента внутреннего аудита ОАО «Тюменская нефтяная компания»; В последующем возглавлял функции внутреннего аудита и корпоративного контроля в компаниях Essar Oil Limited (Мумбаи), LUKOIL International Services B.V. (Дубай), а также экономической безопасности и внутреннего аудита ОАО «ТНК-ВР Менеджмент» Downstream.
Является членом совета директоров АО «Скоростные магистрали», экспертом Комитета по аудиту и рискам Совета директоров ОАО «РЖД» (Москва), Председатель Комитета по аудиту АО "Федеральная грузовая компания".
Кандидат экономических наук; действительный государственный советник Российской Федерации 3 класса.

### Семья
Женат. Трое детей.

## Награды
- Заслуженный экономист Российской Федерации[4].

## Комментарии
1. ↑  По другим данным[3] — учился в докторантуре в 1992—1993, работал советником Кемеровского облсовета в 1993.